# Neumarkt-Sankt Veit
Neumarkt-Sankt Veit är en stad i Landkreis Mühldorf am Inn i Regierungsbezirk Oberbayern i förbundslandet Bayern i Tyskland.
Staden ingår i kommunalförbundet Neumarkt-Sankt Veit tillsammans med kommunen Egglkofen.
I den östra delen av staden ligger klostret Sankt Veit som grundades år 1121 av adelsmannen Dietmar von Lungau och uppkallades efter Sankt Vitus.